# Кизилжарський сільський округ (Іргізький район)
Кизилжа́рський сільський округ (каз. Қызылжар ауылдық округі, рос. Кызылжарский сельский округ) — адміністративна одиниця у складі Іргізького району Актюбінської області Казахстану. Адміністративний центр — село Курилис.
Населення — 2000 осіб (2021; 2252 у 2009, 2410 у 1999, 2803 у 1989).
Станом на 1989 рік існувала Калінінська сільська рада (села Жанакурилис, Курилис, Шекбертал).

## Склад
До складу округу входять такі населені пункти:
| Населений пункт | Колишні назви | Населення, осіб (1989) | Населення, осіб (1999) | Населення, осіб (2009) | Населення, осіб (2021) |
| --------------- | ------------- | ---------------------- | ---------------------- | ---------------------- | ---------------------- |
| Жанис-бі, село  | Жанакурилис   | 634                    | 568                    | 607                    | 549                    |
| Курилис, село   | -             | 1557                   | 1281                   | 1024                   | 888                    |
| Шенбертал, село | Шекбертал     | 612                    | 561                    | 621                    | 563                    |